# إيرني كوبلاند
إيرني كوبلاند (بالإنجليزية: Ernie Copland)‏ هو لاعب كرة قدم اسكتلندي. يلعب كمهاجم. سبق له أن لعب في كأس العالم لكرة القدم مع منتخب بلاده.

## المسيرة الاحترافية

### أندية لعب لها
- نادي دندي
- ريث روفرز

## روابط خارجية
- إيرني كوبلاند على موقع الاتحاد الدولي (مؤرشف)  (الإنجليزية)
- إيرني كوبلاند على موقع Soccerway.com (الإنجليزية)
- إيرني كوبلاند على موقع عالم كرة القدم.نت (الإنجليزية)